# Sutz-Lattrigen
Sutz-Lattrigen is een gemeente en plaats in het Zwitserse kanton Bern, en maakt deel uit van het district Biel/Bienne.
Sutz-Lattrigen telt 1.384 inwoners.